# Colostygia algidata
Colostygia algidata är en fjärilsart som beskrevs av Heinrich Benno Möschler 1874. Colostygia algidata ingår i släktet Colostygia och familjen mätare. Inga underarter finns listade i Catalogue of Life.